# Tanyptera (Tanyptera) indica
Tanyptera (Tanyptera) indica is een tweevleugelige uit de familie langpootmuggen (Tipulidae). De soort komt voor in het Oriëntaals gebied.